# Grugliasco

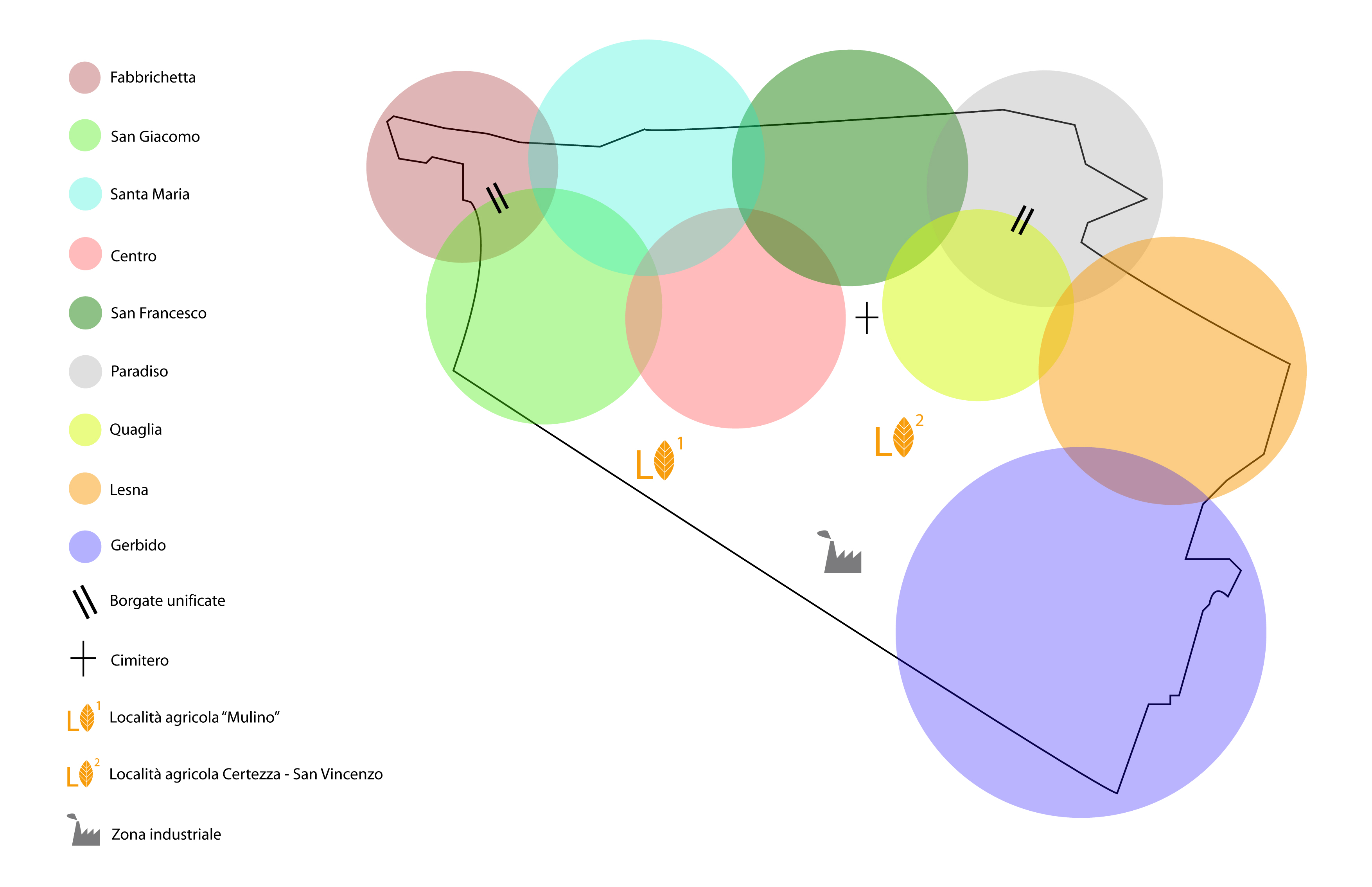
Localizzazione delle borgate di Grugliasco e delle sue principali zone e località

Grugliasco (Grujasch in piemontese) è un comune italiano di 36 409 abitanti della città metropolitana di Torino in Piemonte, conurbato nell'area metropolitana del capoluogo piemontese, e confinante con il comune di Torino.

## Geografia fisica

### Territorio
Confina a est e a sud con Torino, a ovest con Rivoli (fraz. Tetti Neirotti e Levi) e a nord con Collegno. Tutto il territorio è pressoché interamente pianeggiante, ad eccezione di alcune colline eoliche, e non possiede fiumi o torrenti.

## Origini del nome
L'origine del nome potrebbe derivare dal prediale Gruglascum, Curlascum, da Currelio - ascum, l'antico nome del colono romano cui, all'epoca della centuriazione romana delle periferie ovest di Torino, venne forse assegnata parte di queste terre.
Altri studiosi invece sostengono che il toponimo faccia riferimento agli uccelli gru, che forse un tempo sostavano qui durante le migrazioni stagionali. Sta di fatto che, la comunità di Grugliasco scelse come simbolo araldico per il proprio stemma, attestato per la prima volta nel 1613, proprio il volatile chiamato "gru".

## Storia
I primi documenti storici tuttavia, risalgono al 1047, quando l'Imperatore Enrico III il Nero cita il Capitolo canonicale del Duomo di San Giovanni di Torino con i diritti sui beni posseduti, tra cui la curtis Grugliascum, con la già esistente chiesa dedicata a San Cassiano di Imola, e la decima pagata al Capitolo dagli abitanti della villa. Questa si era sviluppata nel tempo, intorno al nucleo di proprietà dei canonici torinesi, che corrisponde all'attuale centro storico, accanto all'antica chiesetta dedicata a San Cassiano.

Nonostante la forte devozione che li legava all'antica cappella, nel 1599 i grugliaschesi si posero sotto la 'protezione' di San Rocco contro la peste incombente:  San Rocco divenne così il nuovo santo patrono del paese, e gli venne dedicata una chiesa, da cui la borgata in cui fu eretta prende il nome.  L'aspetto attuale della cappella è il frutto della ristrutturazione eseguita tra il 1826 e il 1828 su progetto dell'architetto Ignazio Michela.
Agli inizi del XIII secolo, il villaggio detto Grugliascum fu incluso nei possedimenti dei Savoia-Acaia, fino al 1619, quando il duca di Savoia Carlo Emanuele I lo eresse a contea, infeudandolo alla Città di Torino. La contea grugliaschese si espanse quindi economicamente e geograficamente per tutto il XVII secolo, fino ai limiti un'antica cinta muraria (abbattuta nel 1384 dai Torinesi) ed un castrum autonomo, provvisto di un "Torrazzo".

### La bealera di San Vito
Scarse sono, tuttavia, le vestigia del Basso Medioevo che si limitano alla torre civica, e ad un affresco (Madonna col Bambino) sulla facciata di San Cassiano.
Inoltre, la inesistente irrigazione del territorio, privo di torrenti o fiumi, portarono ad un'urbanizzazione relativamente lenta. La creazione, nel XV secolo, di una bealera tuttora esistente, e perlopiù interrata e che viene ancora utilizzata per l'irrigazione dei campi in Strada del Gerbido,  determinò un più rapido sviluppo economico del borgo. Il canale era derivato dalla Dora Riparia presso Alpignano; dopo avere attraversato Rivoli e Collegno, giungeva sino a Grugliasco, nei pressi dell'antica Cappella di San Vito (anch'essa del 1450-1490 circa), dove si diramava a sua volta in due sottocanali, il corno superiore (verso sud) e il corno inferiore (verso est). Grugliasco fu soggetta ad un'epidemia di peste nel XVI secolo, e nel XVIII secolo ottenne dignità e indipendenza territoriale da Torino.
L'approvvigionamento idrico portò anche alla nascita di un opificio, intorno al XVI secolo, nei pressi di Villa Valperga. Vennero poi costruite altre filande lungo il corno superiore, che assunse il nome di via dei Filatoi. Tuttavia, nel XIX secolo l'economia serica subì una grave crisi, a causa della malattia del gelso e del predominio assunto dalla Francia in questo particolare settore tessile.

### XX secolo
Grugliasco vide una nuova espansione urbanistica ed industriale agli inizi del XX secolo, con l'espansione verso nord, grazie soprattutto al cotonificio Leumann di Collegno ed alla relativa frazione Fabbrichetta  a ridosso dello stesso.
Alla fine della seconda guerra mondiale, il 30 aprile 1945, il Comune, insieme a Collegno (comune limitrofo), fu luogo della strage di Grugliasco e Collegno, in cui 68 persone, tra partigiani e civili (di cui venti residenti a Grugliasco e trentadue a Collegno), vennero fucilati da una divisione di soldati tedeschi in ritirata: a questa strage seguì, il giorno successivo, la fucilazione per rappresaglia, di 29 militi fascisti della Divisione Littorio, che erano prigionieri. A ricordo di ciò, sono stati eretti tre cippi commemorativi nei luoghi dove avvenne il massacro.
L'ultima espansione industriale e urbanistica fu dovuta alla vicinanza con gli stabilimenti FIAT Mirafiori, che fece di Grugliasco un polo industriale dell'indotto automobilistico: sorsero infatti gli impianti di Pininfarina, Bertone, Vignale, Westinghouse, Itca, Cimat. Agli inizi del XXI secolo ne rimangono attive solo alcune, mentre nella zona industriale si sono insediati sia il polo di interscambio merci denominato "SITO Interporto di Torino", sia i nuovi mercati ortofrutticoli torinesi C.A.A.T.

### Simboli
Lo stemma e il gonfalone sono stati concessi con decreto del presidente della Repubblica del 3 luglio 1962.
Stemma
La documentazione storica necessaria ad ottenere il riconoscimento dello stemma era stata rintracciata presso l'Archivio di Stato di Torino, dove viene descritto lo stemma della "Comunità di Grugliasco", così com'era all'atto del suo deposito effettuato a seguito dell'ordine del duca di Savoia Carlo Emanuele I emanato nel 1613: «[…] Una Grue d'argento posata sopra un monte verde, in campo rosso e sopra lo scudo altra Grue volante pur d'argento.»
Gonfalone

## Monumenti e luoghi d'interesse
- Torre civica: situata nel centro della città, in piazza S. Cassiano, può essere considerata il simbolo di Grugliasco. Venne eretta nel XV secolo a scopi difensivi, trasformata in un telegrafo Chappe dopo il passaggio di Napoleone e assumendo successivamente la funzione di torre campanaria della retrostante chiesa di S. Cassiano
- Chiesa di S. Cassiano: edificio millenario, la cui presenza è documentata già dal IX secolo: si trova nell'omonima piazza e rappresenta la chiesa principale della città. Ampliata e restaurata nel corso di un secolo (dalla fine del Seicento alla fine del Settecento), la chiesa venne interessata dalla realizzazione di una facciata solo nel 1881, affidata allo stile classicista dell'ingegnere Ferrante. In quest'ultima occasione, venne rinvenuto l'affresco tuttora visibile, appartenente ad un precedente tentativo di realizzazione di una facciata risalente al XV secolo
- Chiesa dello Spirito Santo (via Moncalieri, 77-79)
- Cappella di San Rocco: antica cappella cinquecentesca, situata all'inizio di viale Gramsci, verso largo Polesine. Essa venne dedicata a san Rocco dopo l'epidemia di peste del 1599, evento che fece del santo il patrono della città. L'aspetto attuale è riconducibile alle ristrutturazioni ottocentesche
- Cappella di S. Vito: piccola cappella risalente alla fine del '400, posta in piazza Don Cocco, poco lontano da S. Cassiano. Sulla facciata è stato recentemente scoperto un quattrocentesco affresco rappresentante Cristo in trono
- Cappella della Confraternita di Santa Croce: posta alle spalle della chiesa di S. Cassiano, in via Giustetti, risale all'ultimo trentennio del Cinquecento, ma venne fortemente rimaneggiata in stile barocco tra il 1767 e il 1780
- Villa Boriglione: visitabile dall'entrata di via Lanza, da cui parte la sua imponente cinta muraria. La villa, realizzata agli inizi del XVIII secolo, è circondata da un grande parco, dal 2000 riqualificato in Parco Culturale Le Serre. Qui avvengono diverse manifestazioni, anche musicali, mostre ed eventi culturali della città, nei suoi sotterranei è visitabile il RiMu (Rifugio/Museo) a cura dell'Associazione Cojtà Gruliascheisa
- Villa Claretta Assandri: situata, all'interno di un ampio giardino cintato, in via La Salle, la villa venne costruita nella seconda metà del XVII secolo e ospita oggi il Museo del Grande Torino e della Leggenda Granata
- Villa Gay di Quarti: posta nella centralissima via Lupo, al numero 87, è una villa seicentesca, anticamente parte di un vasto possedimento, che comprendeva un rustico e un enorme parco che fungeva anche da frutteto e da boschetto (oltre ad ospitare un laghetto). L'abitazione e i rustici, recentemente riportati al loro splendore, fanno parte oggi di un complesso residenziale, mentre la retrostante area verde è diventata il principale parco urbano di Grugliasco (Parco Porporati)
- Villa Il Palazzo: situata in borgata Gerbido, precisamente in via Moncalieri 6, venne costruita a metà del Settecento per volere del Conte Carlo di S. Martino, Marchese d'Agliè. Esternamente presenta una lunga cinta muraria decorata da vasi in terracotta, all'interno della quale vi è un giardino d'ingresso, un cortile d'onore e una cascina, quest'ultima posta alle spalle della villa
- Villa Il Maggiordomo: anch'essa in Borgata Gerbido, idealmente accessibile da via Bertone, prende il nome dalla carica di maggiordomo di Casa Savoia di Valeriano Napione, che la fece costruire tra il 1675 e il 1683. Per la forte somiglianza dell'edificio con Palazzo Carignano di Torino, alcuni studiosi attribuiscono il progetto architettonico a Guarino Guarini. La villa è attualmente in stato di precaria conservazione strutturale, in attesa di adeguati lavori di ristrutturazione
- Villa Audifredi di Mortigliengo: nel parco "San Marcellino Champagnat" di via Cotta si trova quella che nacque come residenza di villeggiatura nel XVII secolo, per poi diventare, con il conte da cui prende il nome e con il banchiere Giovanni Battista Barbaroux, un setificio ottocentesco. Nel 1903 viene acquistato e ristrutturato dai Fratelli Maristi, che ne fanno un convento, mentre oggi ospita un centro per anziani
- Villa Sclopis o Il Barocchio: situata tra Gerbido e Borgata Lesna, in strada del Barocchio, è appartenuta ai Conti Sclopis del Borgo, tra cui si ricordano il celebre pittore e incisore Ignazio, il letterato Alessandro e il Ministro Federigo (a quest'ultimo è dedicata una via a Torino)
- Le cascine storiche: esternamente al nucleo centrale della città, verso i confini con Torino, sono presenti diverse cascine costruite tra il seicento e il settecento, la maggior parte utilizzate tutt'oggi per attività agricole. In Borgata Gerbido sono presenti la Cascina Villanis (con cappella barocca e casa padronale detta Villa Ceresole), la Cascina Mandina (con elegante cappella barocca esterna alle mura), la Cascina Duc (ospitante le reliquie di sant'Antero e oggi sede di un agriturismo) e la Cascina Il Trotti (con cappella settecentesca).
 In Strada Antica di Grugliasco sono presenti invece i resti della Cascina Armano (con imponente villa, in stato di avanzato degrado), la Cascina Il Quaglia (situata nell'omonima borgata, che ospita a pochi metri il complesso abitativo, la barocca cappella della SS. Annunziata e il vecchio portale di strada della Pronda) e la Cascina Astrua (con annessa cappella intitolata alla Beata Vergine Consolatrice)
- RiMu: rifugio antiaereo sotterraneo della seconda guerra mondiale, con capienza originale di 75 persone, e annesso Museo della Grugliaschesità, in Villa Boriglione, nel Parco Culturale Le Serre. Il sito è gestito dall'associazione culturale "Cojtà Gruliascheisa", conosciuta come ideatrice del Palio della Gru dal 1984
- Istituto interprovinciale per infermi di mente "Vittorio Emanuele III" (ex ospedale psichiatrico)

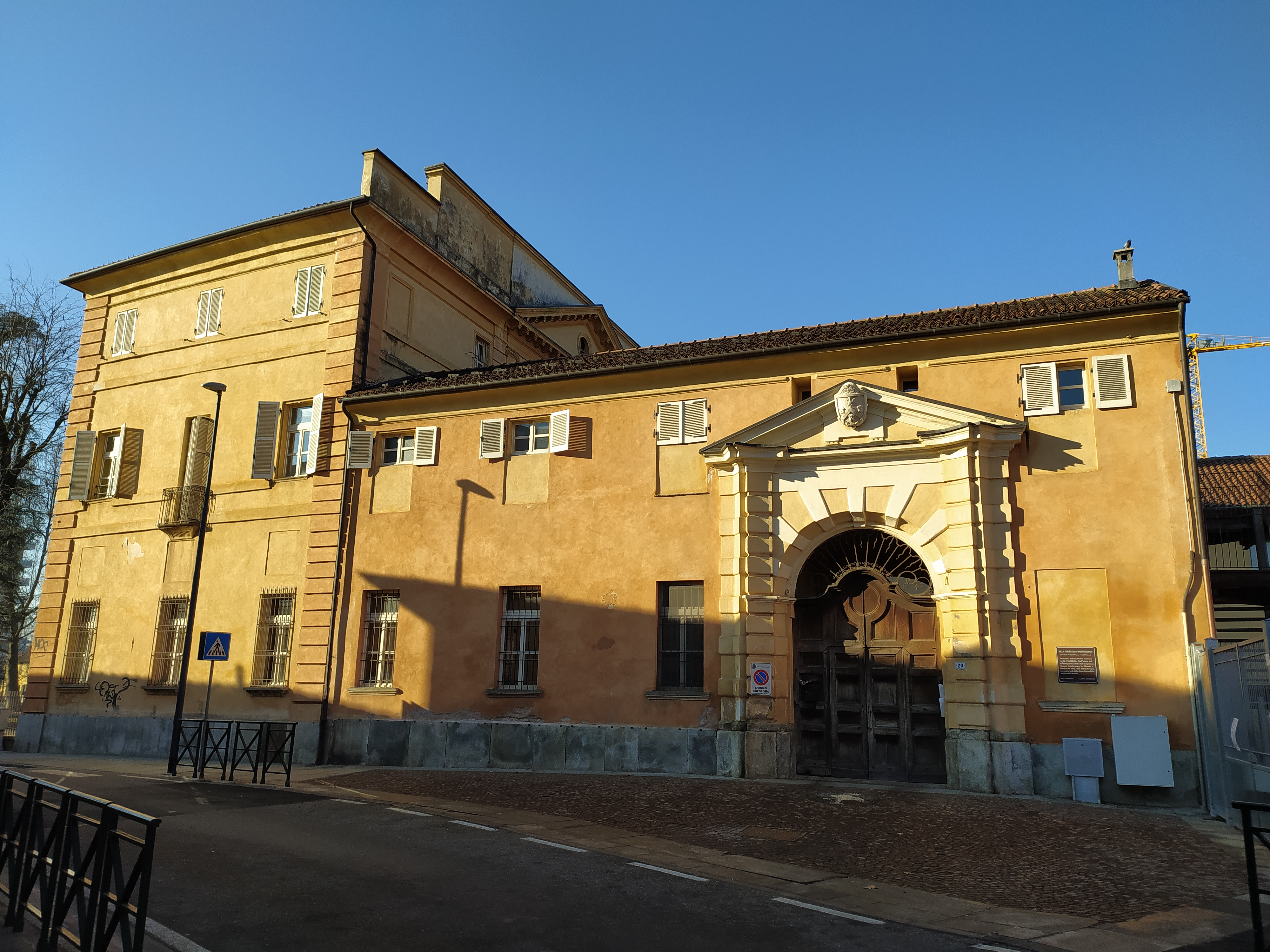
Villa Audifredi di Mortigliengo
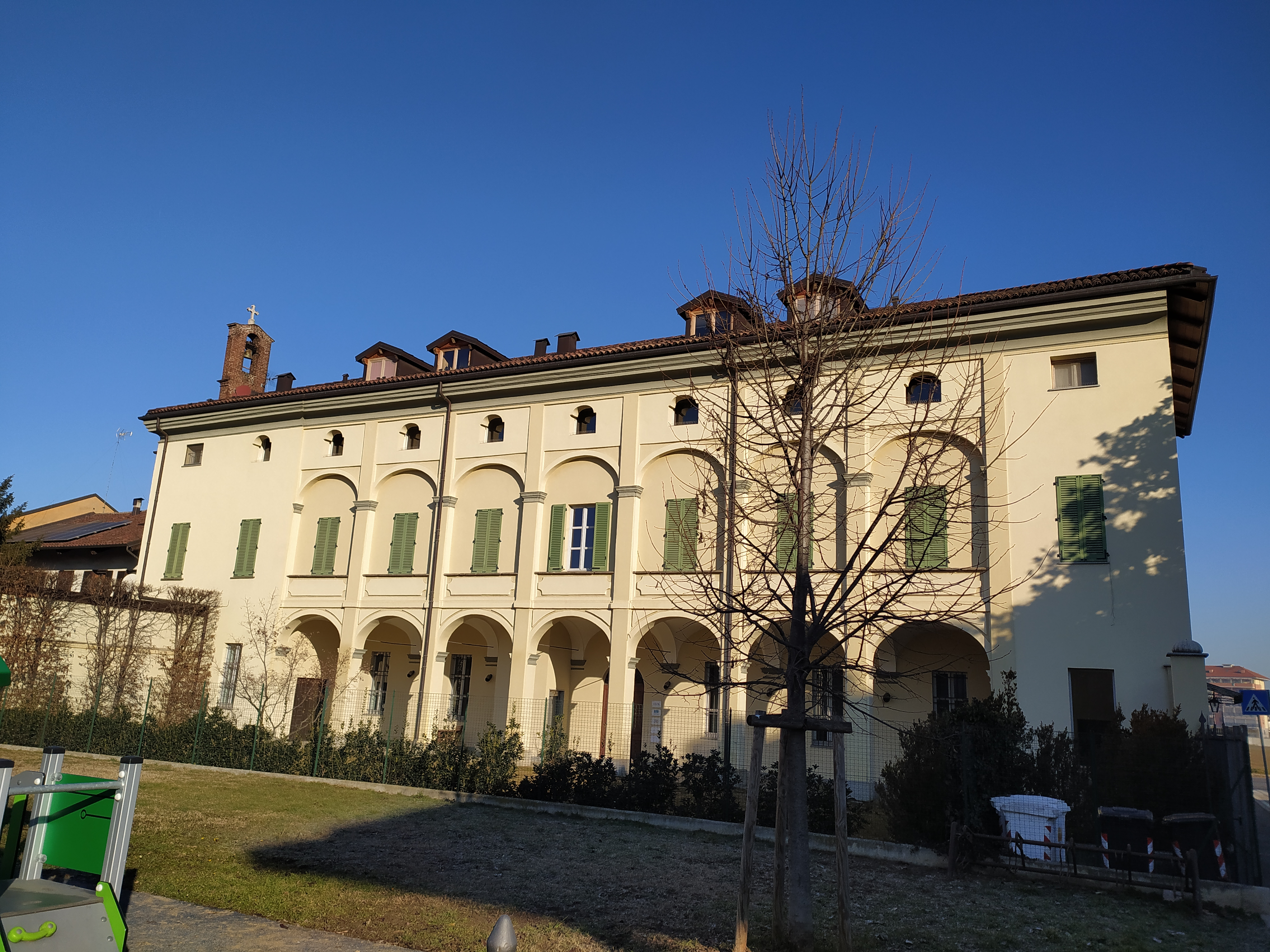
Villa detta Il Quaglia
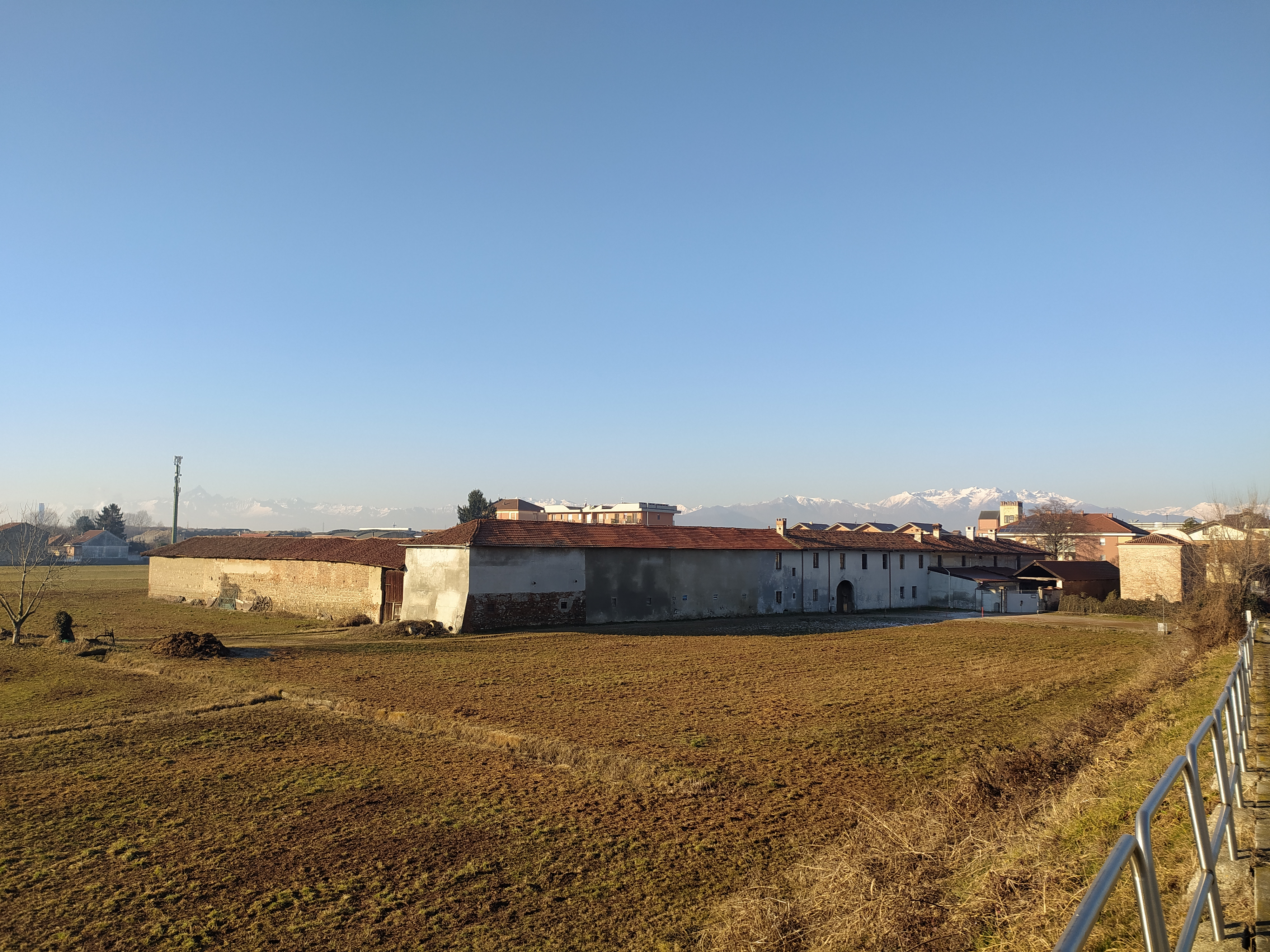
Cascina Astrua Vecchia
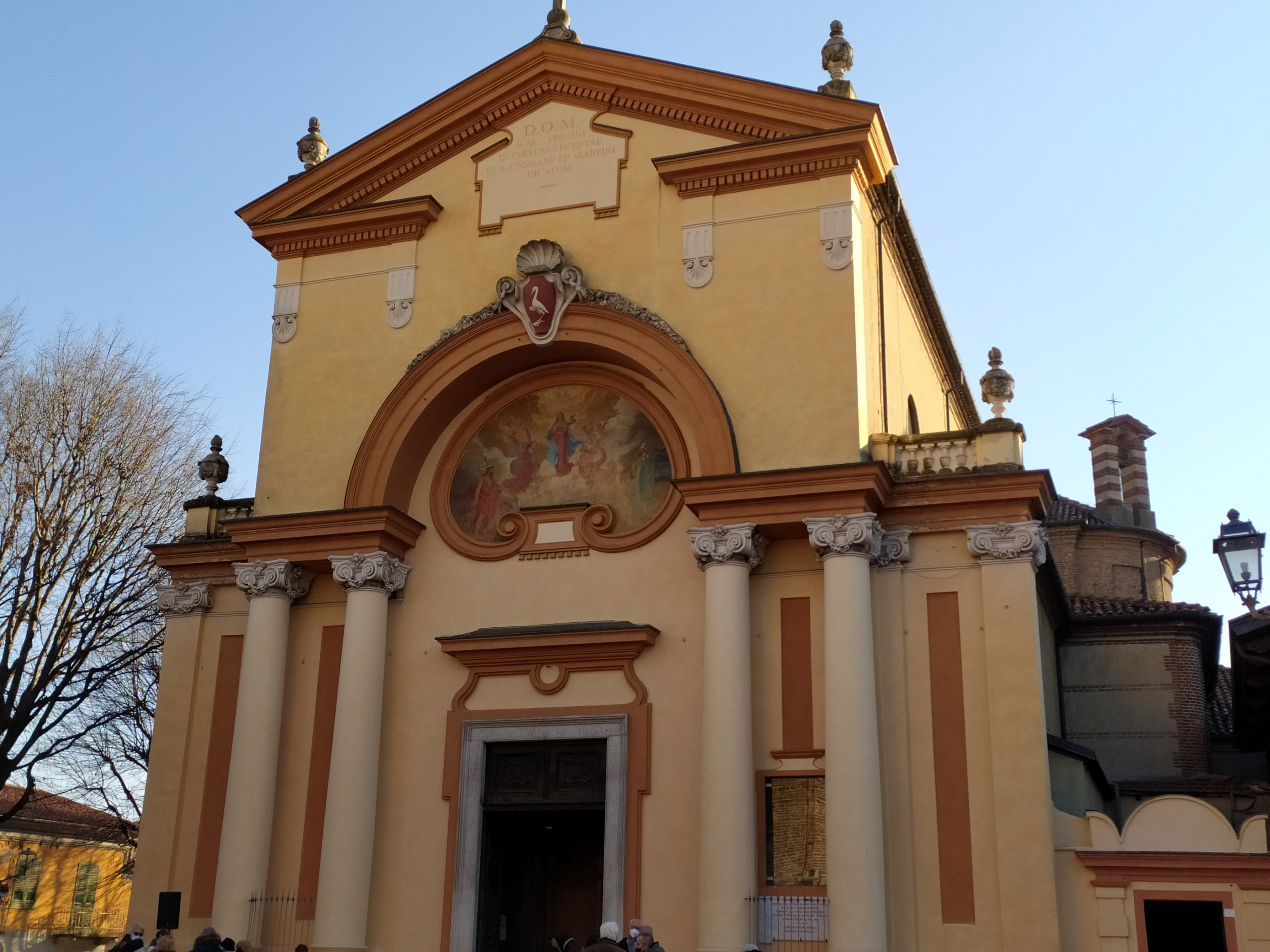
Chiesa di S.Cassiano
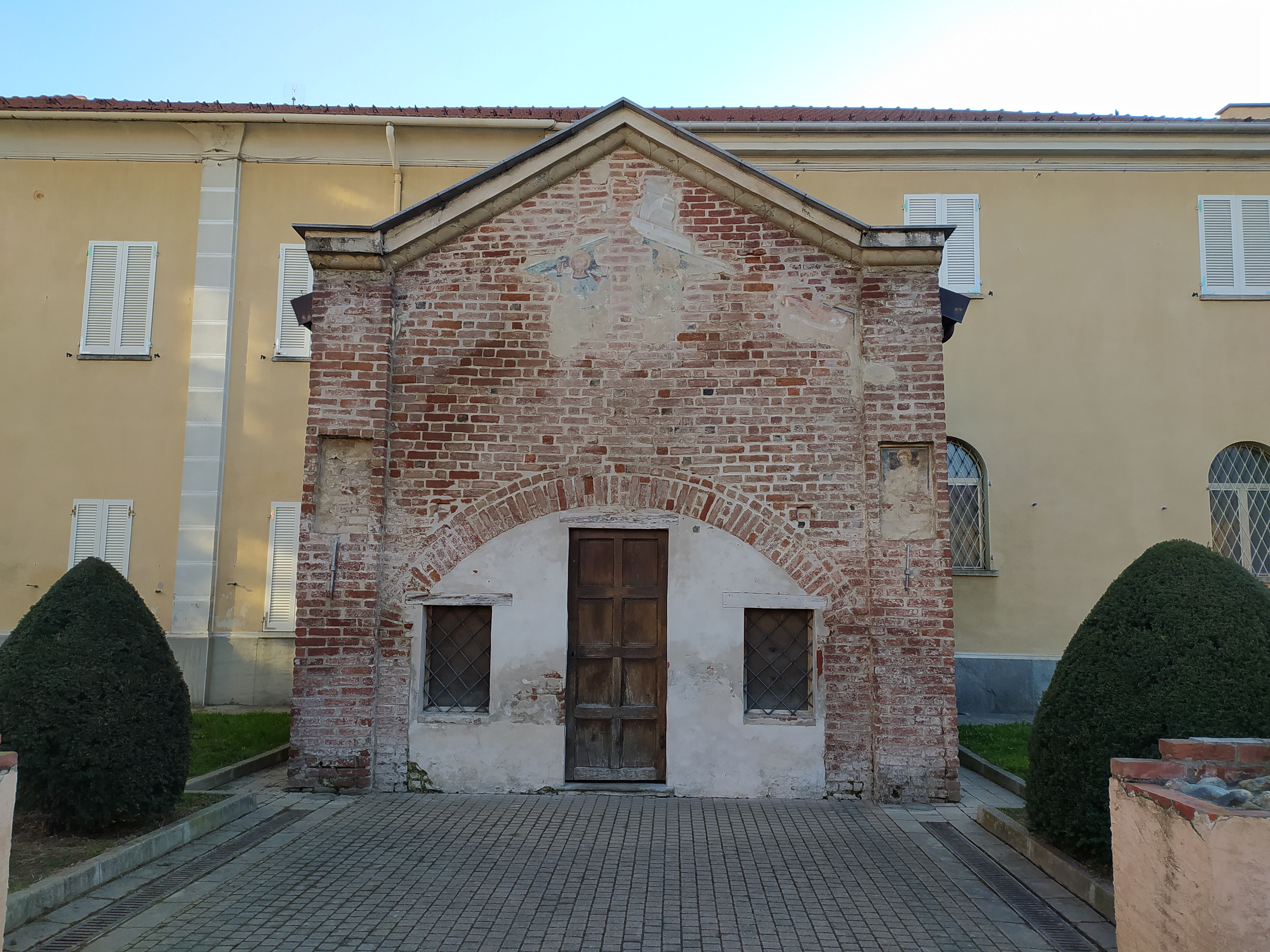
Cappella di San Vito
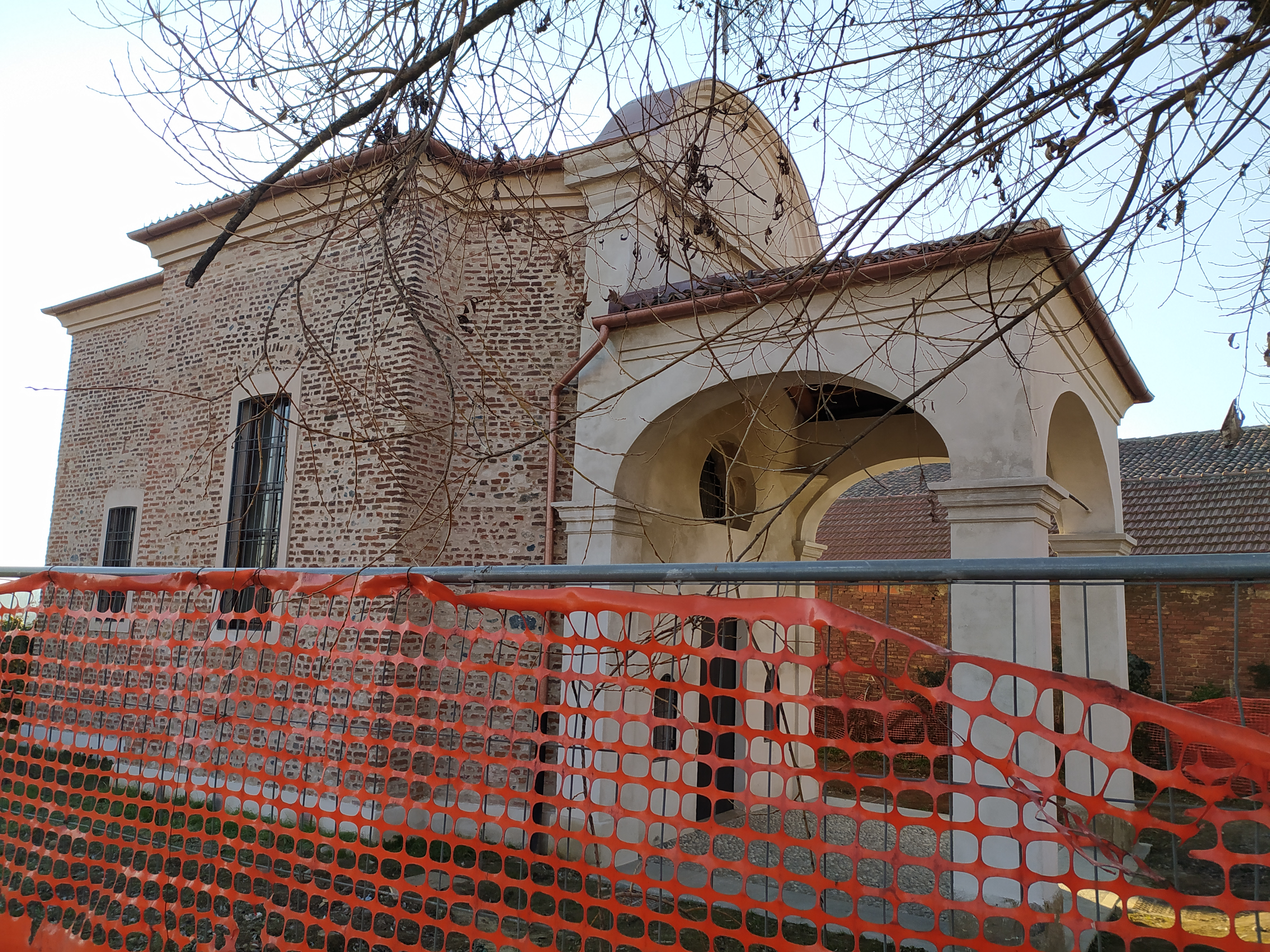
Cappella dell'Annunziata
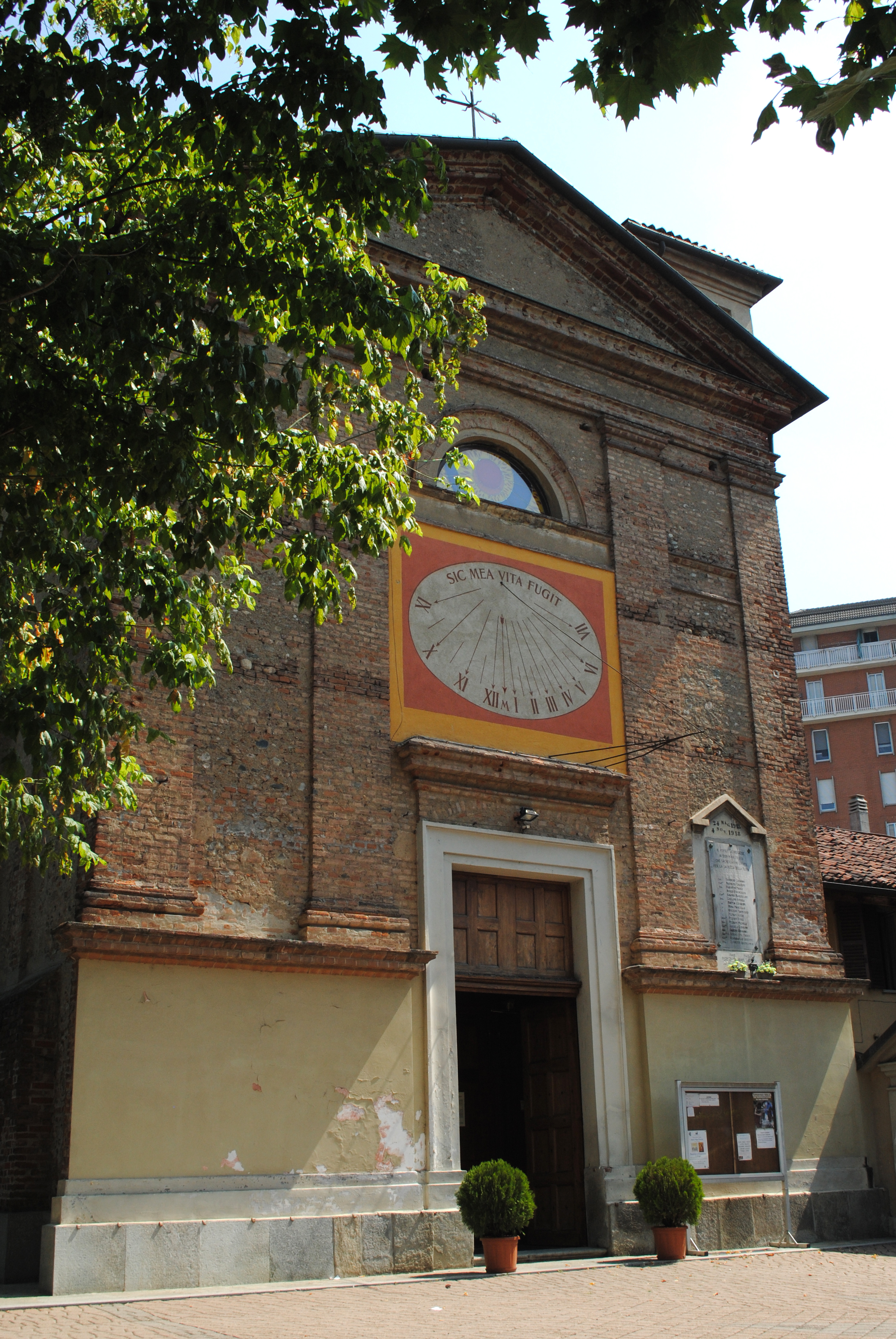
Chiesa dello Spirito Santo

## Società

### Evoluzione demografica
Fra il 1951 e il 2011 la popolazione residente è aumentata di 15 volte, uno dei maggiori incrementi tra i Comuni del Piemonte.
Abitanti censiti

### Etnie e minoranze straniere
Al 31 dicembre 2023 la popolazione straniera era di 1 771 abitanti, pari al 4,21% dei residenti.

## Cultura
A partire dal 2001, Grugliasco ha iniziato ad affermarsi come uno dei principali centri di formazione del Circo Contemporaneo a livello nazionale. Il parco Le Serre ospita durante tutto l'anno una scuola di Circo Contemporaneo ed in estate la rassegna internazionale di Circo Contemporaneo "Sul Filo del Circo/Au Fil du Cirque", divenuta ormai il maggiore appuntamento italiano dedicato completamente al Circo Contemporaneo.

### Musei
A Grugliasco sono presenti: 
- il Museo Gianduja
- il Museo del Grande Torino e della Leggenda Granata, in Villa Claretta-Assandri
- il Museo dell'agricoltura del Piemonte
- il RiMu (Rifugio antiaereo e Museo della Grugliaschesità) presso il Parco Culturale "Le Serre"

### Biblioteca
La biblioteca "Pablo Neruda" di Grugliasco nasce il 2 gennaio 1970, in un edificio originariamente d'appartenenza dei Fratelli Maristi, congregazione religiosa. Partendo da una singola stanza, la biblioteca ha ricevuto tre ampliamenti, di cui l'ultimo nel 2002. Il suo catalogo è stato informatizzato dal 1998, ed è entrata nello SBAM a partire dal 2009.

### Tradizioni e folclore
Anche se san Rocco si festeggia il 16 agosto, a partire dal 2000 l'autorità ecclesiastica ha concesso ai grugliaschesi di spostare la festa patronale al 31 gennaio, in ricordo della prima processione fatta per impetrare, attraverso l'intercessione del santo, la fine della pestilenza. La chiesa principale comunque non è intitolata a san Rocco, bensì a san Cassiano. Tuttavia, in ricordo della fine della peste, ogni prima domenica di giugno, dal 1984 si celebra il noto Palio della Gru, organizzato dall'Associazione Cojtà Gruliascheisa, che vede competere sette borghi della città, in una corsa rievocativa dei monatti che trainavano i carretti dei malati di peste del 1599. I carretti della corsa sostengono una gru (simbolo della città), e percorrono un tracciato nel centro storico; il Palio termina in una fiera collettiva, nel fine settimana. La manifestazione è inserita nel circuito "Viaggio nel Tempo" della Provincia di Torino quale rievocazione storica.

## Geografia antropica

### Urbanistica

#### La porta ovest di Torino
Nel secondo dopoguerra, Grugliasco est, confinante col comune di Torino, fu interessato con l'adiacente comune di Collegno a nord, dal progetto di Corso Marche, un nuovo boulevard che doveva attraversare le periferie della città di Torino.
Successivamente, Grugliasco fu interessato dall'ampliamento della zona sud-est, detta zona Certezza (Corso Allamano/Strada antica di Grugliasco/Piccolo Hotel), e dalla riqualificazione della vicina frazione Gerbido, al confine con la zona Centro Europa del quartiere Mirafiori Nord di Torino.
Il piano prevedeva il collegamento stradale dell'attuale Tangenziale autostradale ovest di Torino, con le uscite/entrate di Rivoli, dello scalo ferroviario di Interporto "Sito", e di Corso Allamano.
Nel 2007 poi, secondo il piano di intervento "Corso Marche" degli architetti Augusto Cagnardi e Vittorio Gregotti, l'area settentrionale di Grugliasco diviene parte superficiale d'una serie di gallerie a più livelli: al secondo livello interrato, infatti, passeranno i treni della prevista gronda merci dell'alta velocità ferroviaria (TAV), mentre al primo livello interrato è previsto un tratto della futura tangenziale interna interrata di Torino, un innesto della Tangenziale autostradale ovest di Torino che collegherà lo svincolo della Tangenziale Nord di Savonera con lo svincolo della Tangenziale Sud del Drosso. Il corso superficiale, a tetto di questi due tunnel, sarà rimodellato con standard comuni al resto del futuro corso.
Nel comune di Grugliasco il progetto avrà caratteristiche leggermente differenti rispetto alla maggior parte del piano di intervento:
- la ferrovia ad alta velocità, infatti, dal confine con il comune di Torino proseguirà lungo il raccordo ferroviario Torino-Modane - Interporto di Orbassano
- boulevard e autostrada interrata, invece, proseguiranno il loro corso lungo l'area interessata dalla via Crea fino al confine con il comune di Torino

Il progetto è stato ripensato e fortemente ridimensionato dai Comuni interessati nel 2018 ed a fine 2021 non è ancora partito alcun cantiere specifico.

## Amministrazione

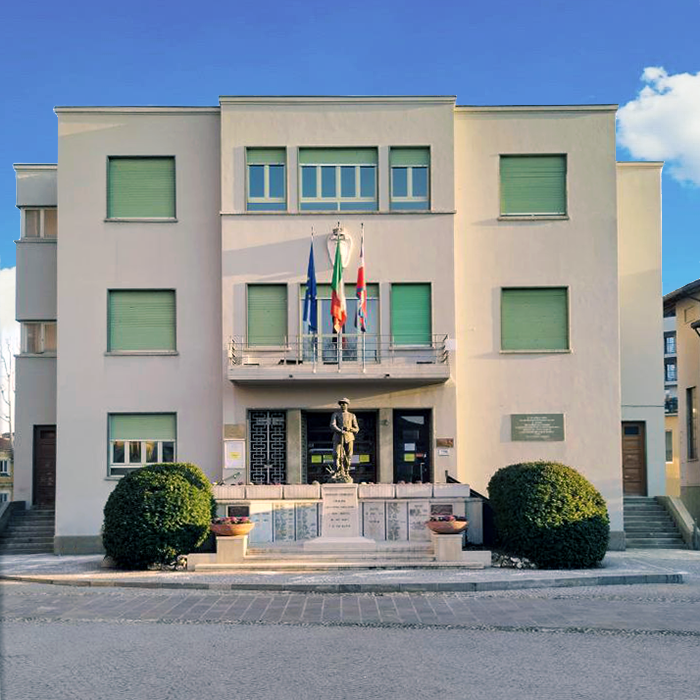
Municipio di Grugliasco

### Sindaci dal 1960
|                                                      | Mario Scalmato                          | Partito Comunista Italiano         | 1960-1964      | 1960 |
|                                                      | Giuseppe Farina                         | Partito Comunista Italiano         | 1964-1965      | 1960 |
|                                                      | Luciano Rossi                           | Partito Comunista Italiano         | 1965-1975      | 1965 |
| 1970                                                 | Luciano Rossi                           | Partito Comunista Italiano         | 1965-1975      |      |
|                                                      | Giuseppe Pensati                        | Partito Comunista Italiano         | 1975-1978      | 1975 |
|                                                      | Angelo Ferrara                          | Partito Comunista Italiano         | 1978-1982      | 1975 |
| 1980                                                 | Angelo Ferrara                          | Partito Comunista Italiano         | 1978-1982      |      |
|                                                      | Franco Lorenzoni                        | Partito Comunista Italiano         | 1982-1989      | 1980 |
| 1985                                                 | Franco Lorenzoni                        | Partito Comunista Italiano         | 1982-1989      |      |
|                                                      | Marco Lo Bue                            | Partito Comunista Italiano         | 1989-1991      | 1985 |
| 1990                                                 | Marco Lo Bue                            | Partito Comunista Italiano         | 1989-1991      |      |
|                                                      | Domenico Bernardi                       | Partito Democratico della Sinistra | 1991-1993      | 1993 |
|                                                      | Lorenzo Circosta (Commiss. prefettizio) |                                    | 1993           |      |
| Sindaci eletti direttamente dai cittadini (dal 1993) |                                         |                                    |                |      |
|                                                      | Domenico Bernardi                       | Centro-sinistra                    | 1993           | 1993 |
|                                                      | Lorenzo Circosta (Commiss. prefettizio) |                                    | 1993-1994      |      |
|                                                      | Mariano Turigliatto                     | Centro-sinistra                    | 1994-1997      | 1994 |
|                                                      | Renato Pisani (Commiss. prefettizio)    |                                    | 1997           |      |
|                                                      | Mariano Turigliatto                     | Sinistra                           | 1997-2002      | 1997 |
|                                                      | Marcello Mazzù                          | Centro-sinistra                    | 2002-2012      | 2002 |
| 2007                                                 | Marcello Mazzù                          | Centro-sinistra                    | 2002-2012      |      |
|                                                      | Roberto Montà                           | Centro-sinistra                    | 2012-2022      | 2012 |
| 2017                                                 | Roberto Montà                           | Centro-sinistra                    | 2012-2022      |      |
|                                                      | Emanuele Gaito                          | Centro-sinistra                    | 2022-in carica | 2022 |

### Gemellaggi
- Echirolles
- Barberà del Vallès
- Gourcy